# Supersypnoides olena
Supersypnoides olena là một loài bướm đêm trong họ Noctuidae.